# おやさとやかた構想

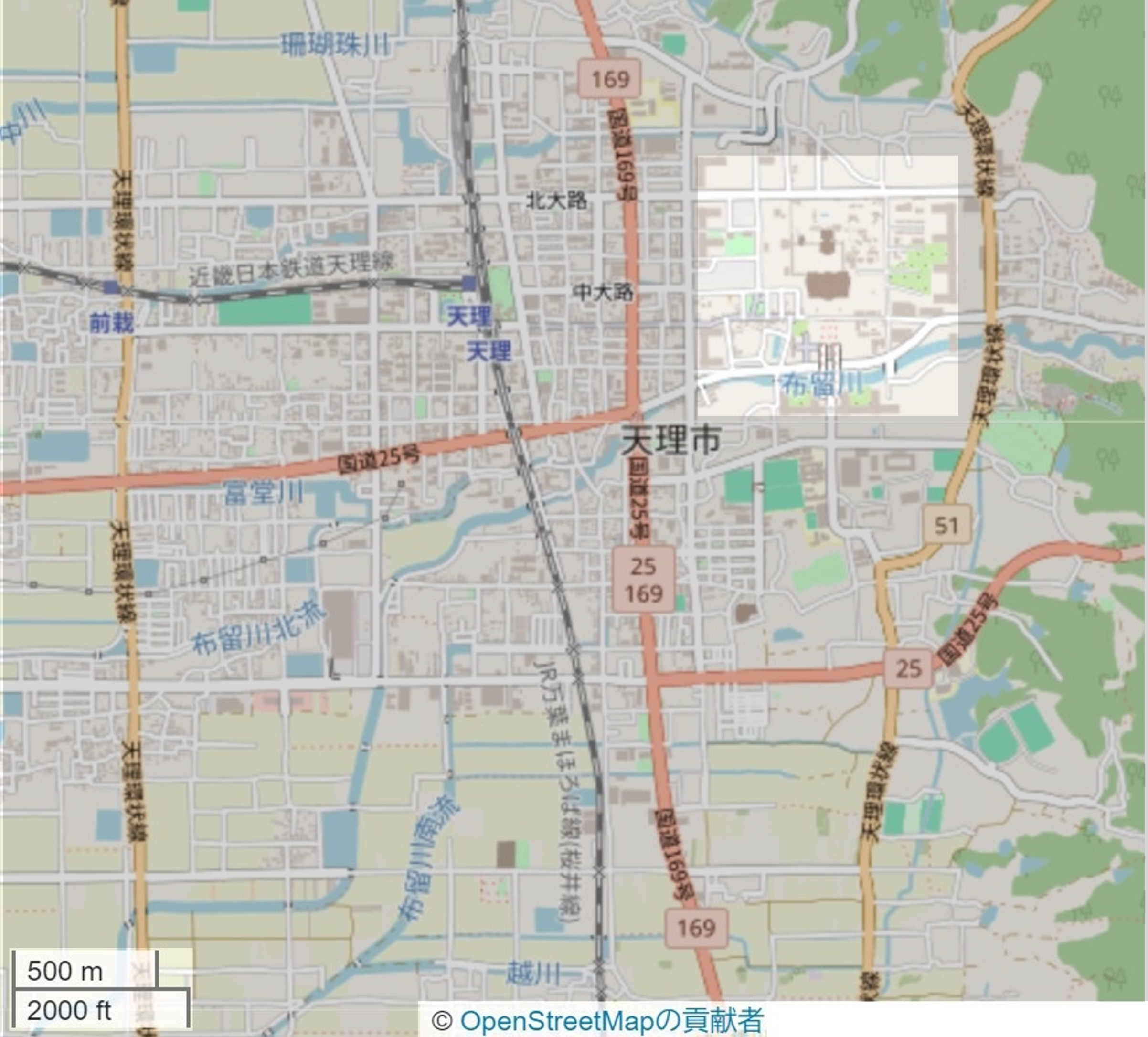
天理市中心部地図。右上の正方形の内枠にあたる建築物がおやさとやかた。

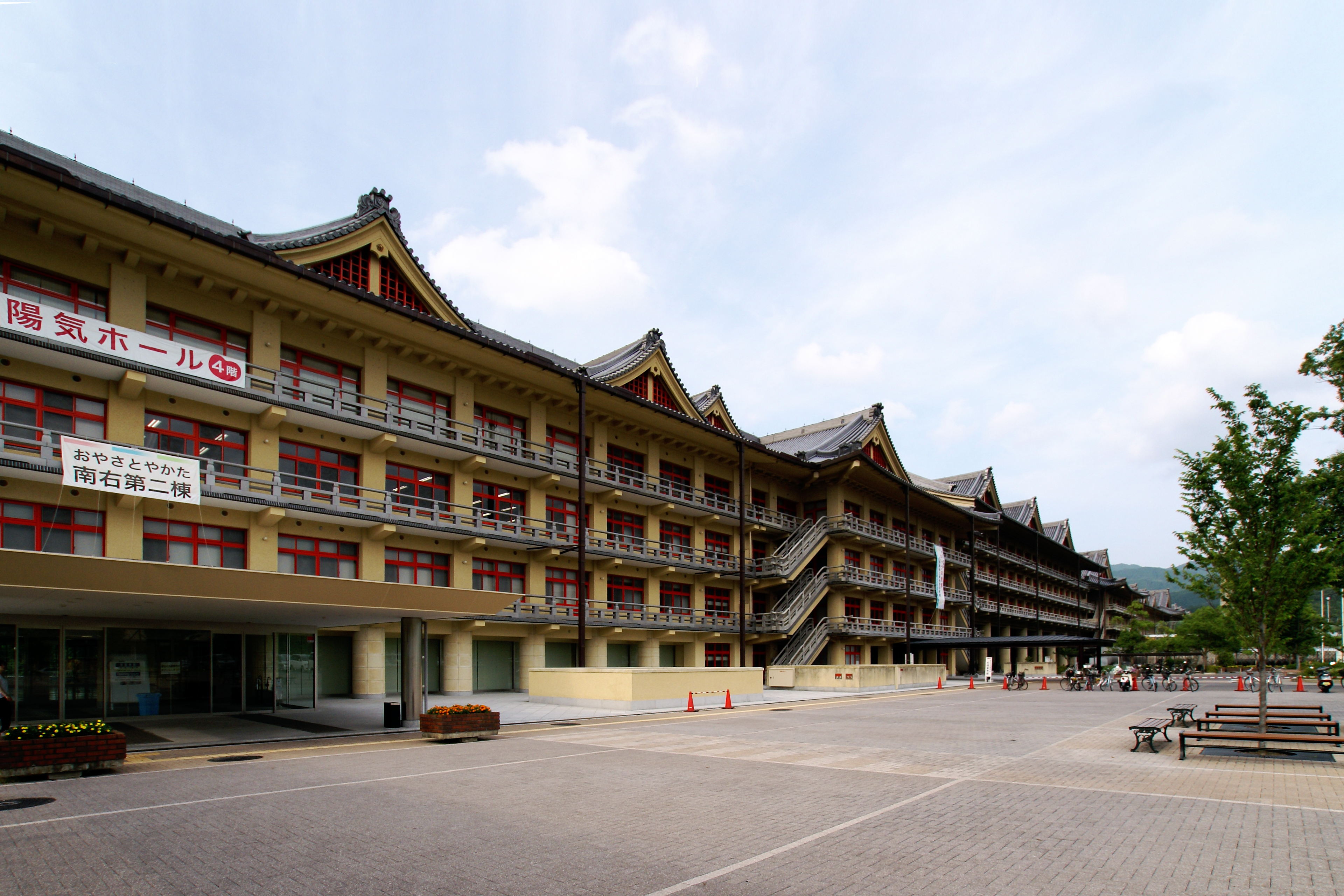
天理参考館が入居するおやさとやかた

おやさとやかた構想（おやさとやかたこうそう）とは、1838年（天保9年）に立教した日本の新宗教・天理教が構想する建築計画・都市計画。おやさとやかた計画、八町四方構想とも。
奈良県天理市にある天理教の聖地「ぢば」を中心として、一辺を約900メートルとする正方形の外周部を、「おやさとやかた」と呼ばれる学校や病院などが入居する巨大建築を連結させて囲い、おやさとやかたに囲まれた内部を天理教が理想とする生活のモデル都市として開発しようとするもの。
1955年の構想の発表から2005年にかけて、構想された全68棟のうち26棟（約38％）が完成した。2005年以降は竣工および完成棟はない。

## 天理教と建築
天理教は建築と関係の深い宗教であるとされる。

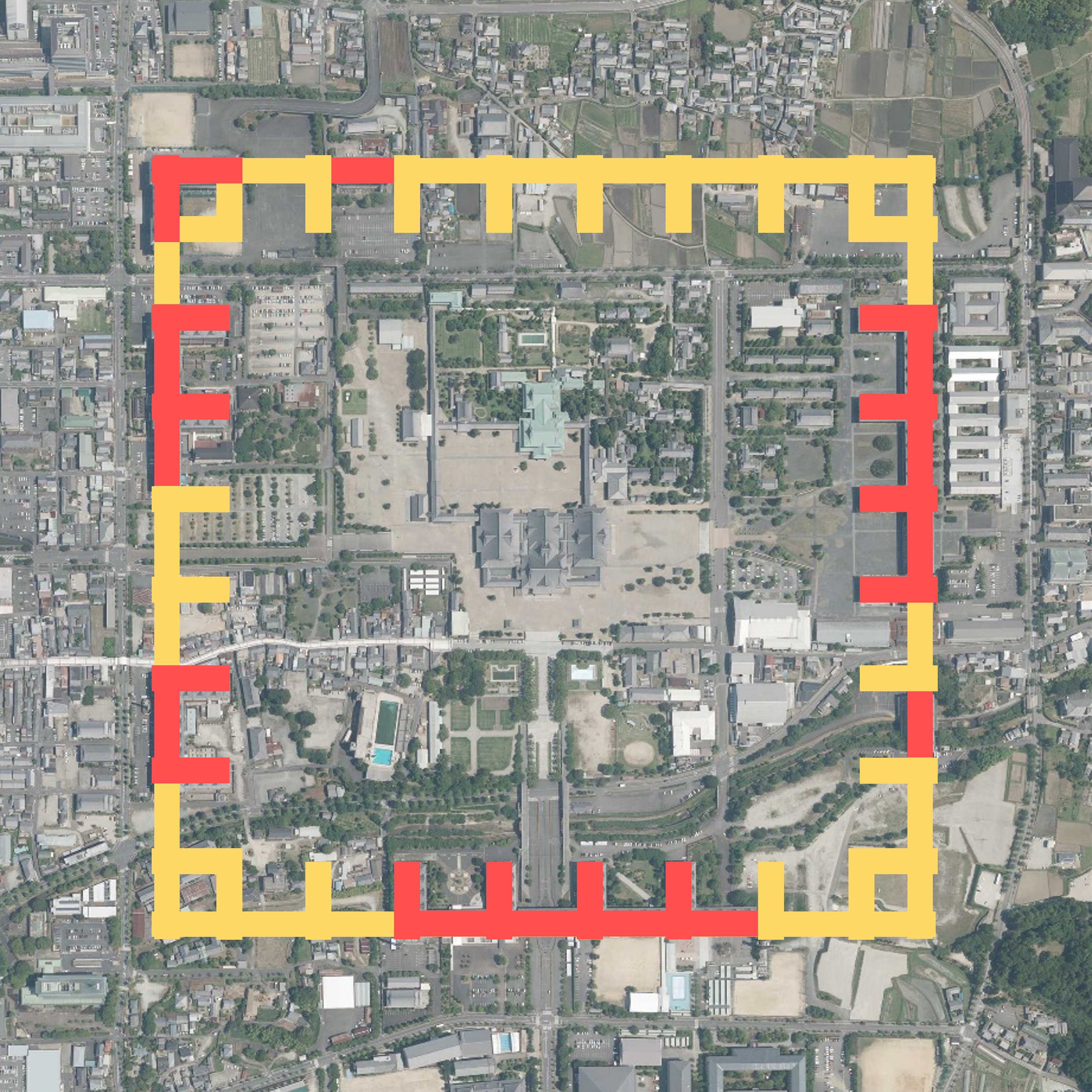
赤が完成部、黄が未着工

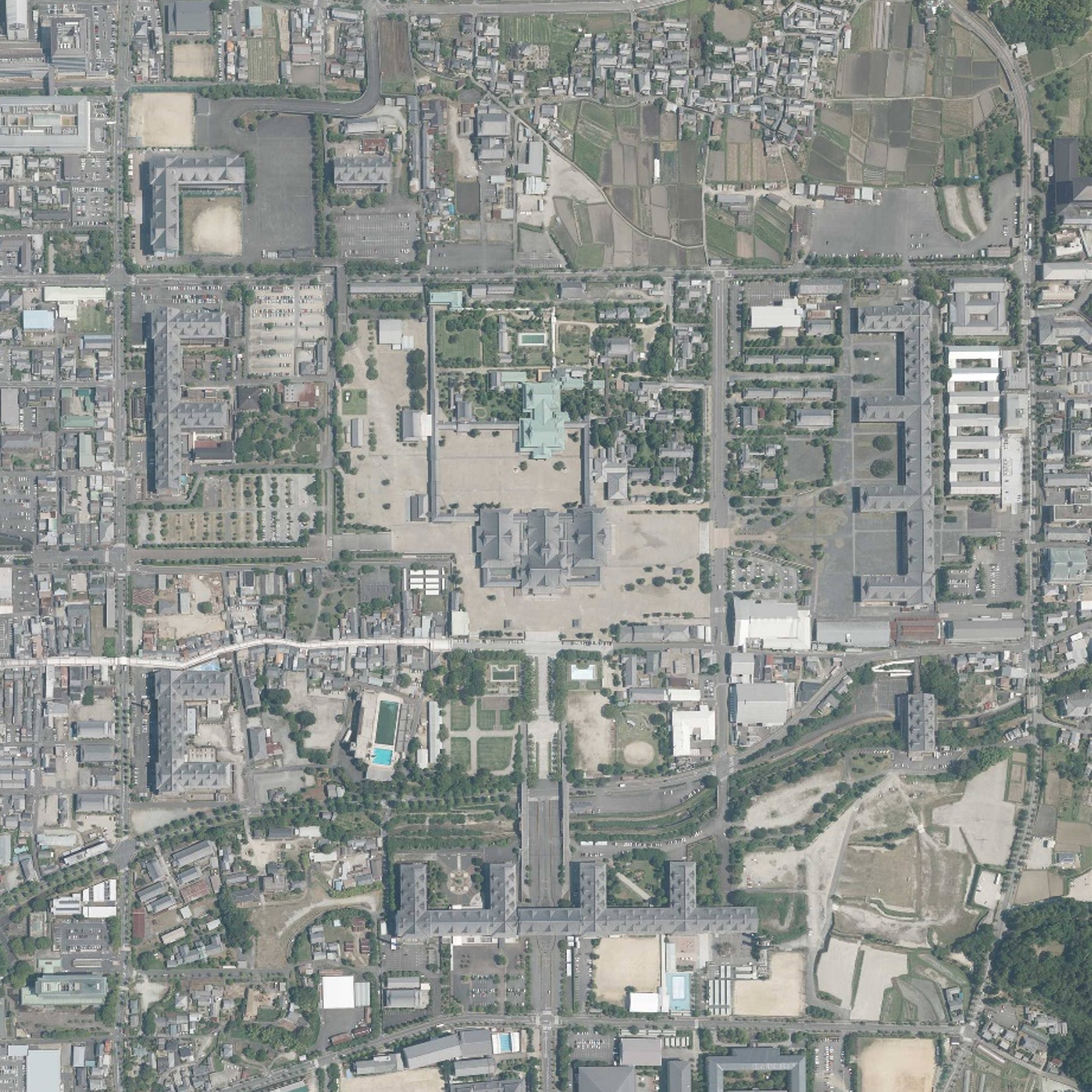
未着色の空撮写真

新宗教の建築を研究した建築評論家・建築学教授の五十嵐太郎は、「天理教の組織と活動の概念はすぐれて建築的」であるとしている。1838年、開祖である中山みきに降ろされたとされる最初の啓示から、教祖を「神のやしろ」として建築物になぞらえていた。
「我は元の神・實の神である。この屋敷にいんねんあり。このたび、世界一れつをたすけるために天降った。みきを神のやしろに貰い受けたい。」
天理教は建築的なメタファーを数多く使用している。例えば、教祖の生涯は手本とすべき「雛型」であり、天理教独自の用語には 「真柱」（教団の統理者）、「統領」（本部役員）、 「用木」（信者）、などがあり、また陽気ぐらしの世界（天理教のユートピア）への道筋はひとつの建築物をつくることにたとえられ、「普請」と呼ばれており、おやさとやかた構想も、陽気ぐらしの雛形都市として考えられている。
五十嵐は、新宗教の中でもきわめて観念的な建築と都市をつくってきた天理教の思想に、建築への意志が認められるのは偶然のことではないとしている。

## 沿革

### 中山みきの出生と立教
1798年、大和国(現在の奈良県)に出生した中山みきは、浄土宗に入信し、庄屋・中山善兵衞に嫁ぐ。1838年、40歳の中山みきは長男・秀司の足の病の祈祷の際、神の憑依があり、「月日のやしろ」に定まったとされる。天理教では立教の日とされる。
この後長らく、みきの言動は奇行まがいの扱いであり、具体的な布教は行われなかったが、安産などの評判から元治元年（1864年）ごろにはみきを慕うものも増え、のちに天理教の指導者を務める大工の飯降伊蔵らも入信している。

### ぢば定め

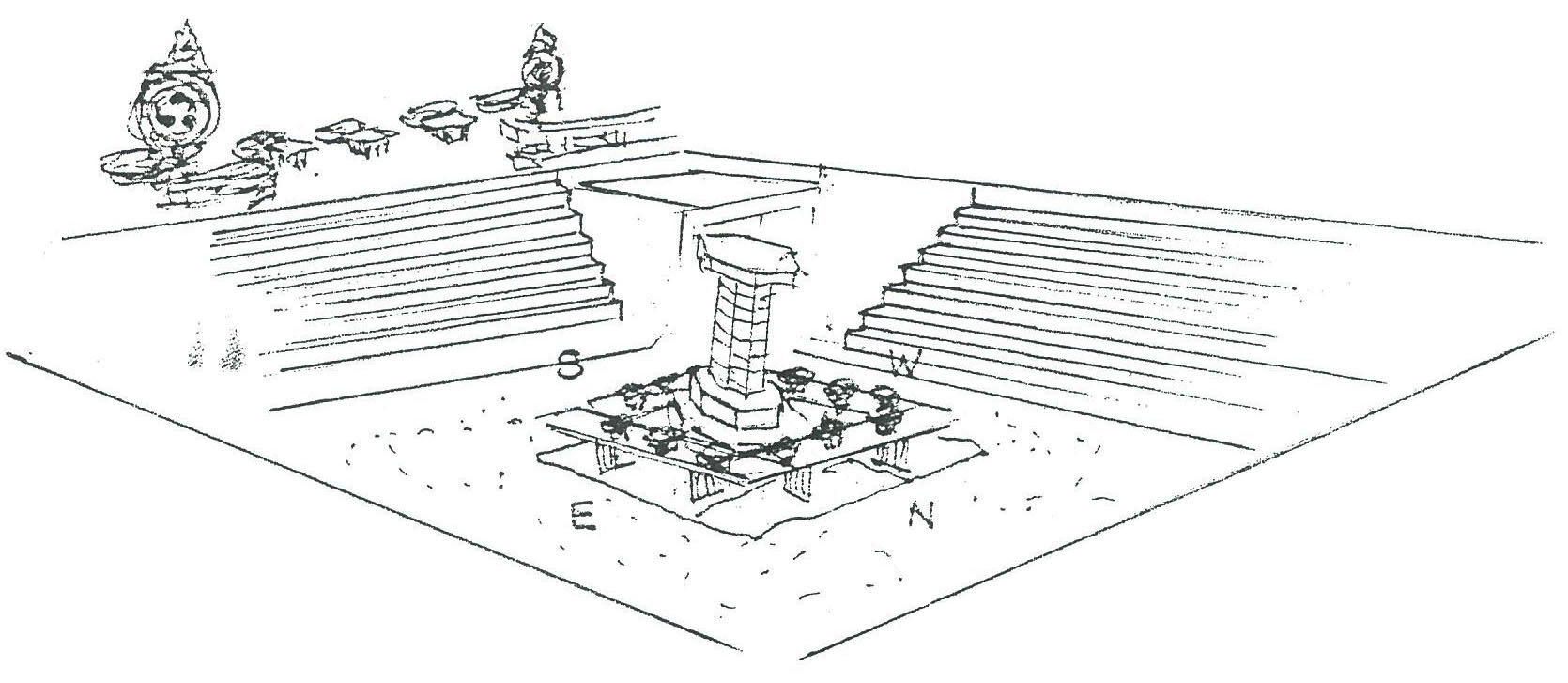
神殿の内部にある「ぢば」。中心には目印として「甘露台」と呼ばれる柱が立てられている。

1875年、中山みきによって天理教の地理的な中心「ぢば」を見出す「ぢば定め」が行われ、ぢばの位置が確定した。
「ぢば（地場）」とは、場所や、地点を意味する言葉であるが、天理教における「ぢば」とは、「親神が人間を創造された元の地点であり、天理王命（てんりおうのみこと）の神名の授けられた所」とある。つまり「ぢば」は天理教において最も重要な信仰の対象、そして中心である。
37年間天理教では信仰の中心は教祖である中山みきであったが、「ぢばさだめ」が行われると信仰の中心的な対象は教祖の他に、空間的な対象の「ぢば」が加わった。

### 八町四方
1881年に中山みきが残したとされる「八町四方」の言葉が、おやさとやかた構想の元とされる。この言葉は八町、つまり872m四方に屋敷を廻らせるものとのちに解釈された。

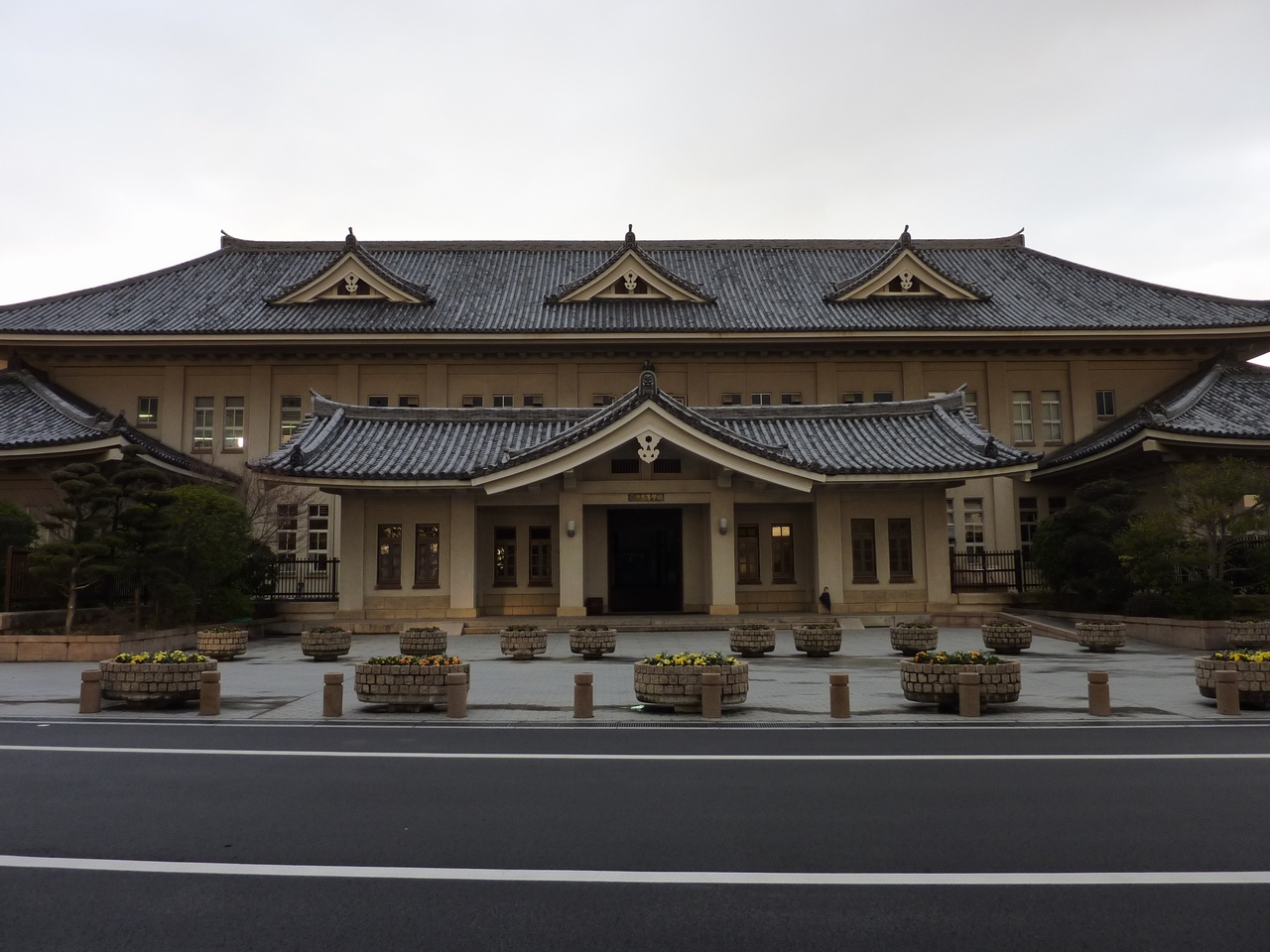
天理中学校(現:天理高等学校)(1932)内田祥三設計。おやさとやかたの建築モチーフとされた。

今に、ここら辺り一面に、家が建て詰むのやで。奈良、初瀬七里の間は家が建て続き、一里四方は宿屋で詰まる程に。屋敷の中は、八町四方と成るのやで。—『稿本天理教教祖伝逸話篇』八町四方

### おやさとやかた構想
1915年、中山みきの孫、中山正善が天理教の管長に就任する。東京帝国大学で宗教学を専攻した中山正善は天理教務者として教会本部の整備に努め、「昭和普請」として知られる神殿の新設などにも尽力した。
おやさとやかた構想は、中山正善・内田祥三・奥村音造の3名を主として構想された。
「おやさと」とは、人間が生まれ出された“もと”であり、またそれを目指して帰るもと・ふるさとの意。
内田祥三は東京帝国大学建築学科の教授であったが、昭和七年頃に天理学園の設計を頼まれて以来、天理との縁を深くする。奥村音造は飯降伊蔵の子孫にあたる天理教の信者であり、昭和九年に東京帝国大学の建築学科を卒業するとすぐに、中山正善から仕事を依頼された内田祥三のすすめで、昭和普請の建築技術部に勤める。以後、奥村音造はずっと天理教の建築に関わり、おやさとやかた構想も、奥村音造が中心に発案し、中山や内田と相談しながら決定した。

### 現在のおやさとやかた構想
1. ・未接合のおやさとやかた側面
2. ・順光の真南棟、真東棟の写真の画像提供をお願いします。（2024年6月）

筑波大学の院生、石坂愛によると、1955年の八町四方構想の発表から2013年までにおやさとやかたの約38％が完成しているが、2005年以降の竣工および完成棟はなく計画の進行は緩やかになっている。石坂はその理由として「①教会本部の財政問題」「②八町四方内部の土地を確保する上での問題」の２点を挙げている。

## ギャラリー

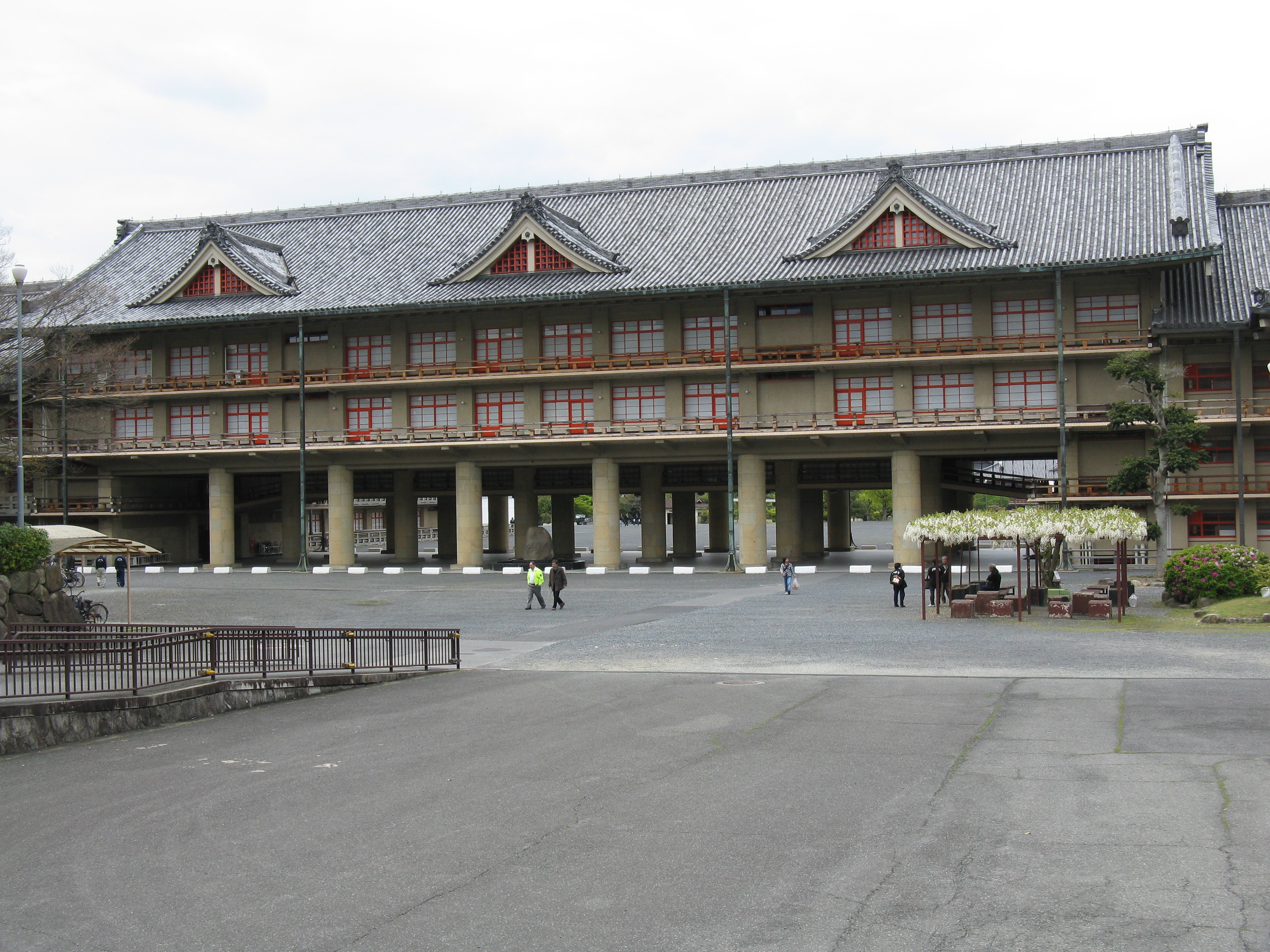
真東棟（1955）
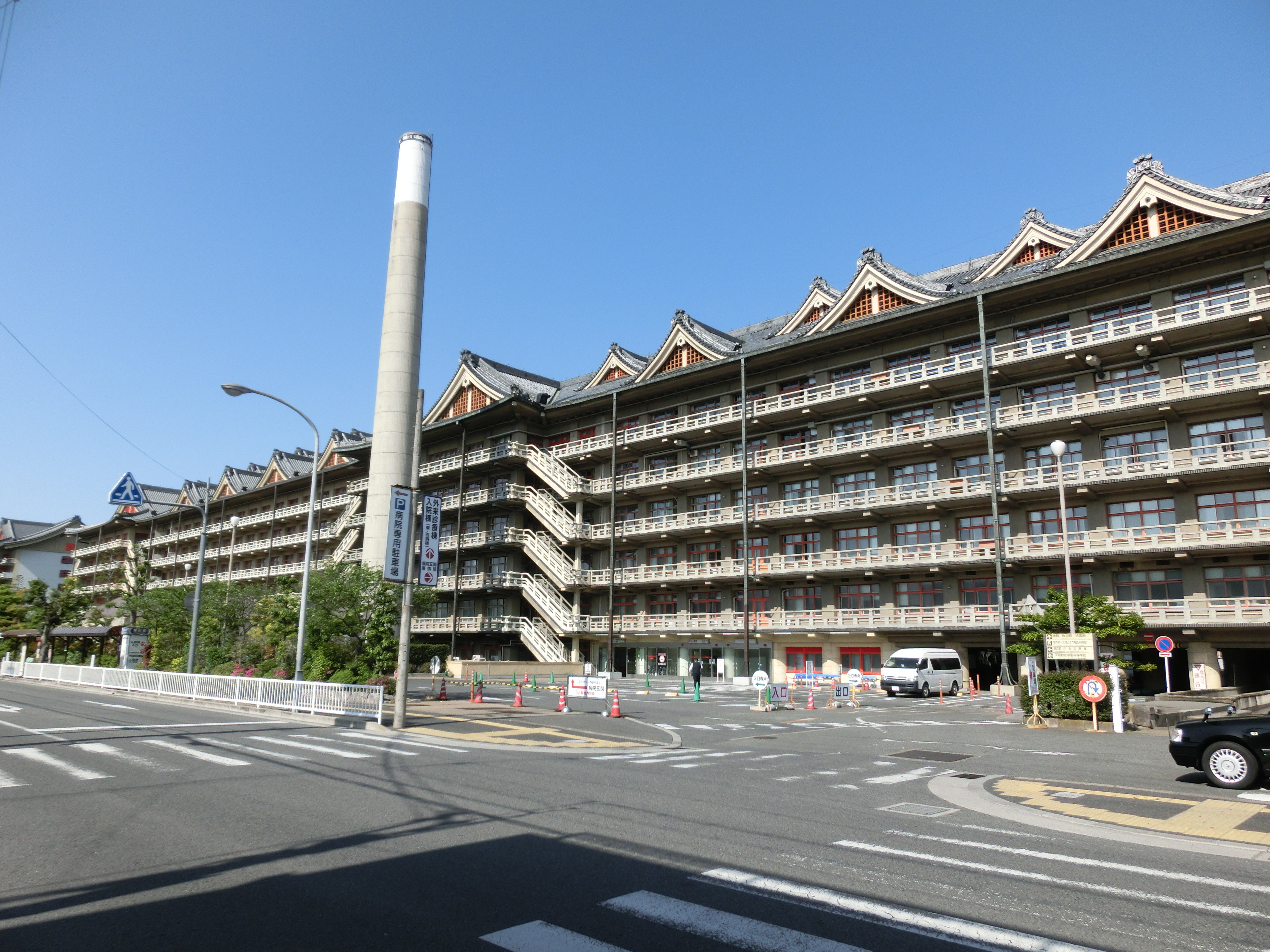
天理よろづ相談所病院(1965)
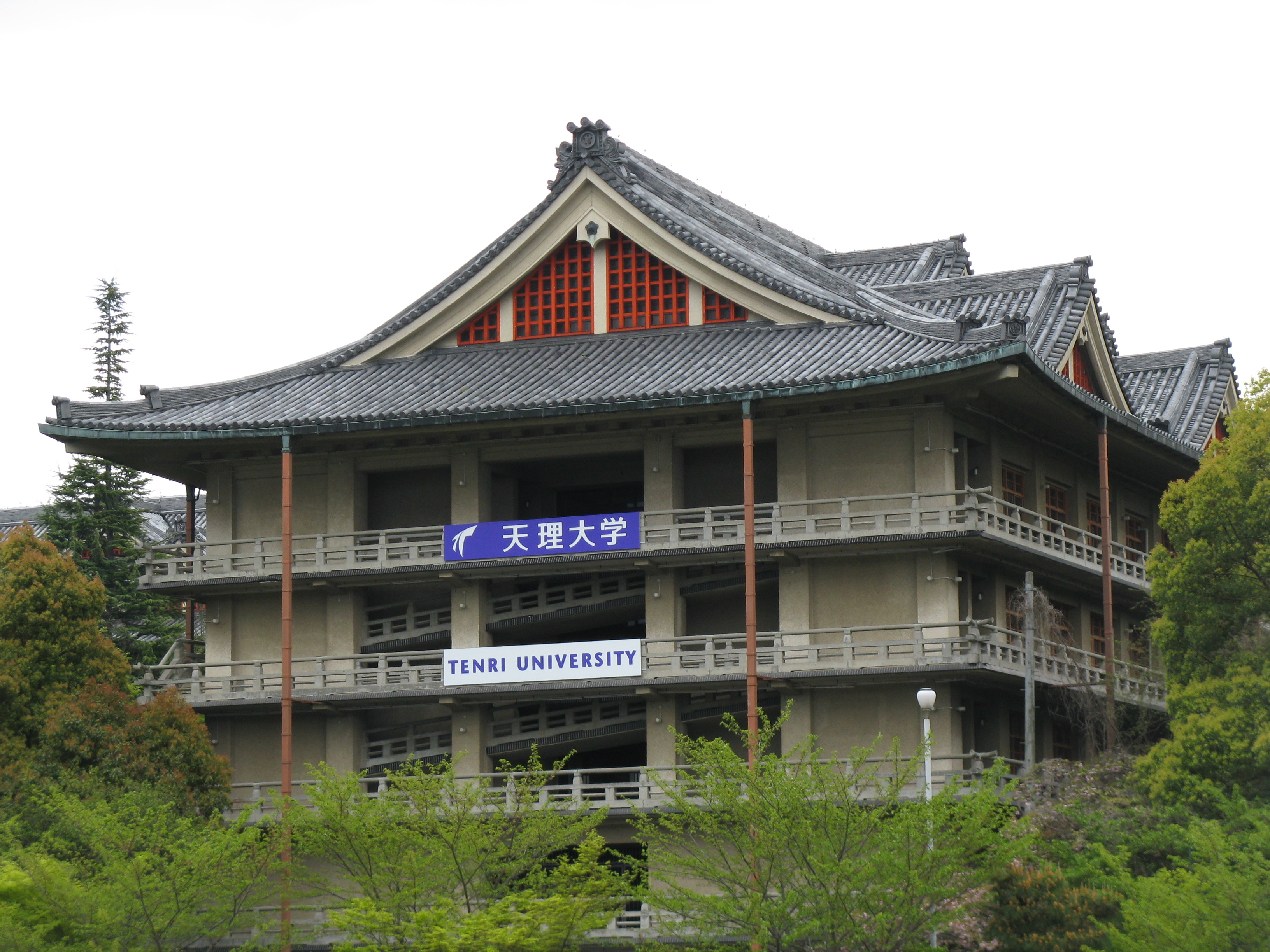
天理大学(1967)
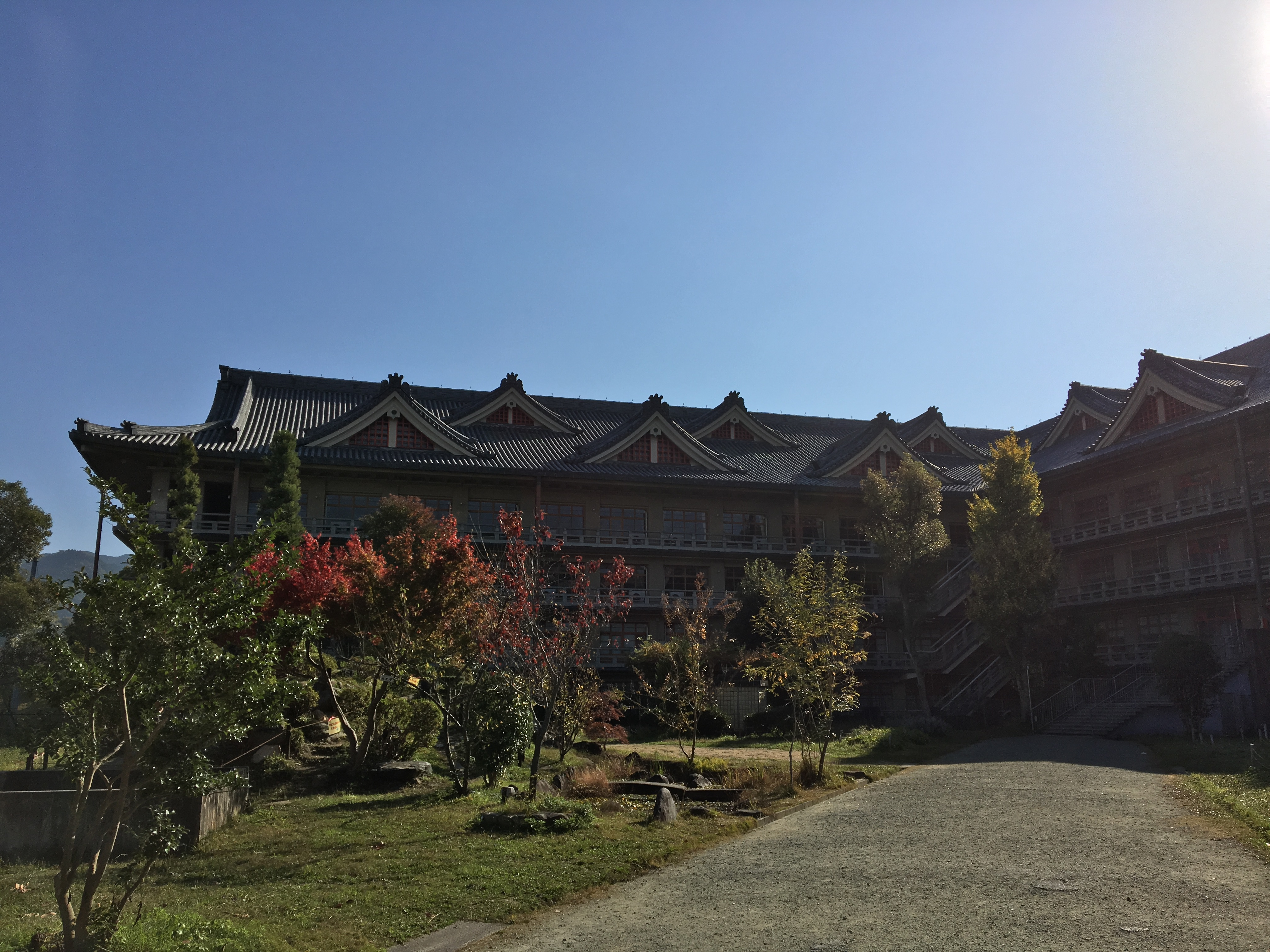
天理小学校(1969)
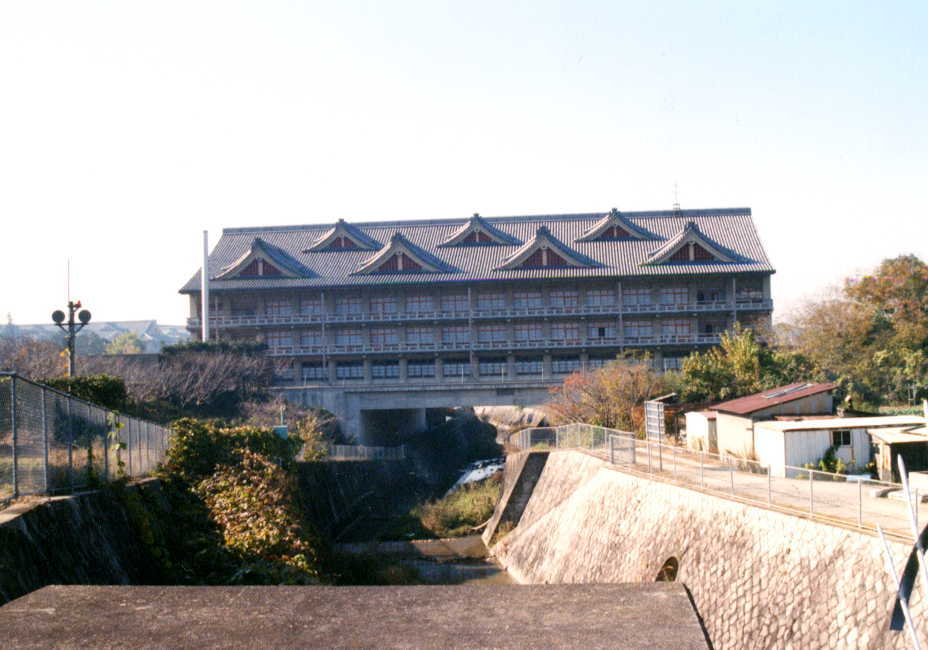
東右第四棟（1979）
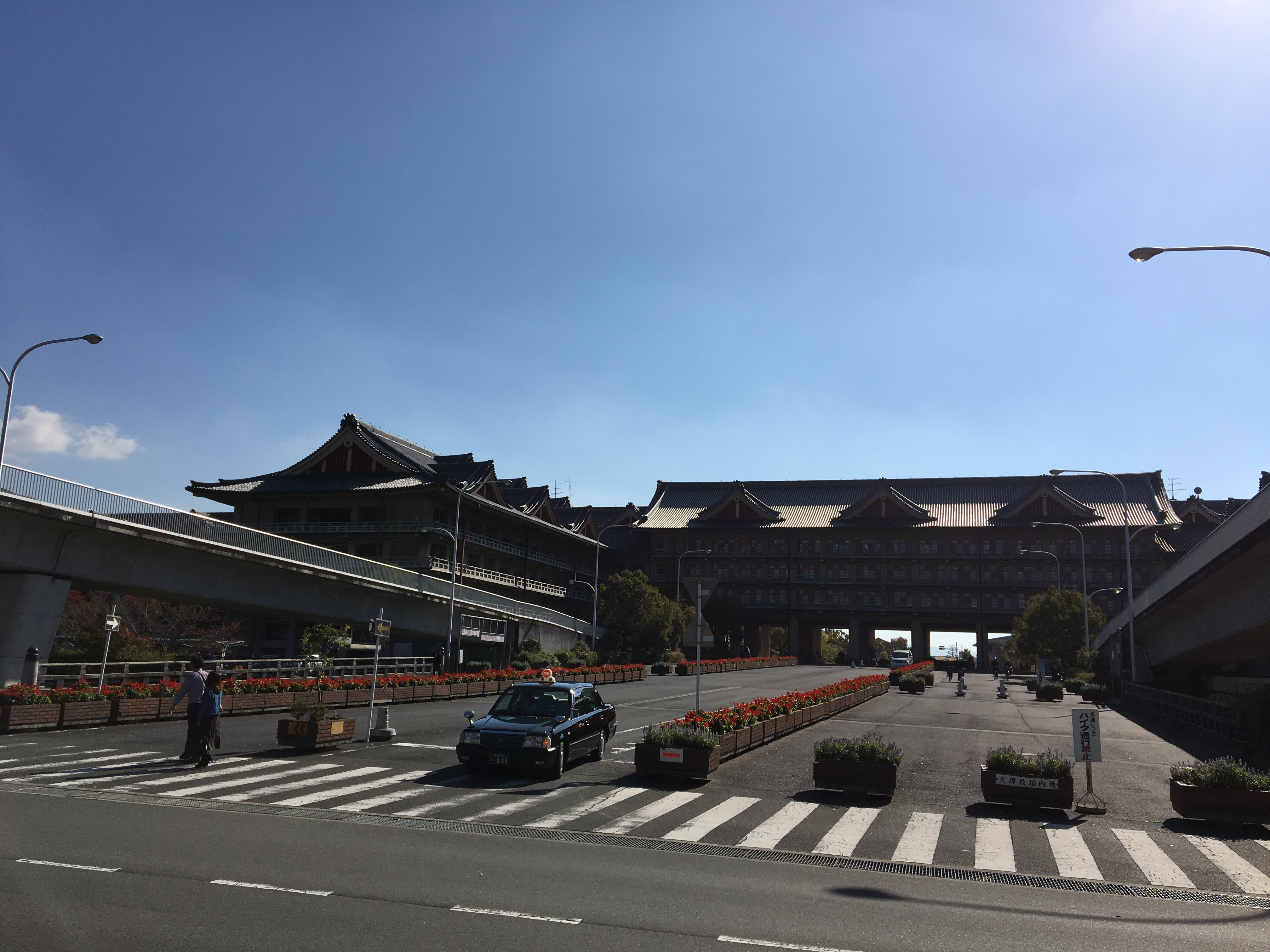
真南棟(1992)
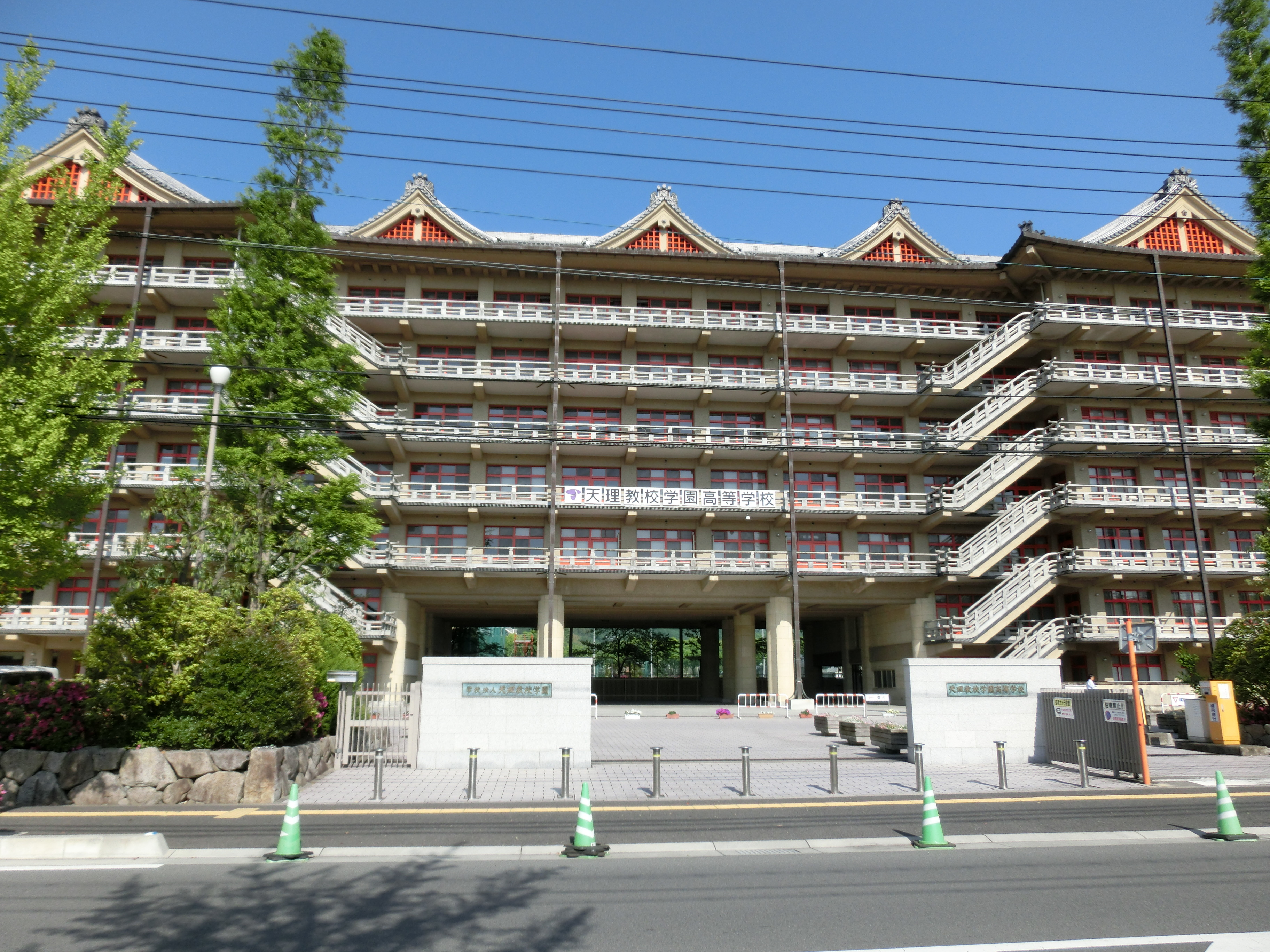
天理教校学園高等学校(1993)
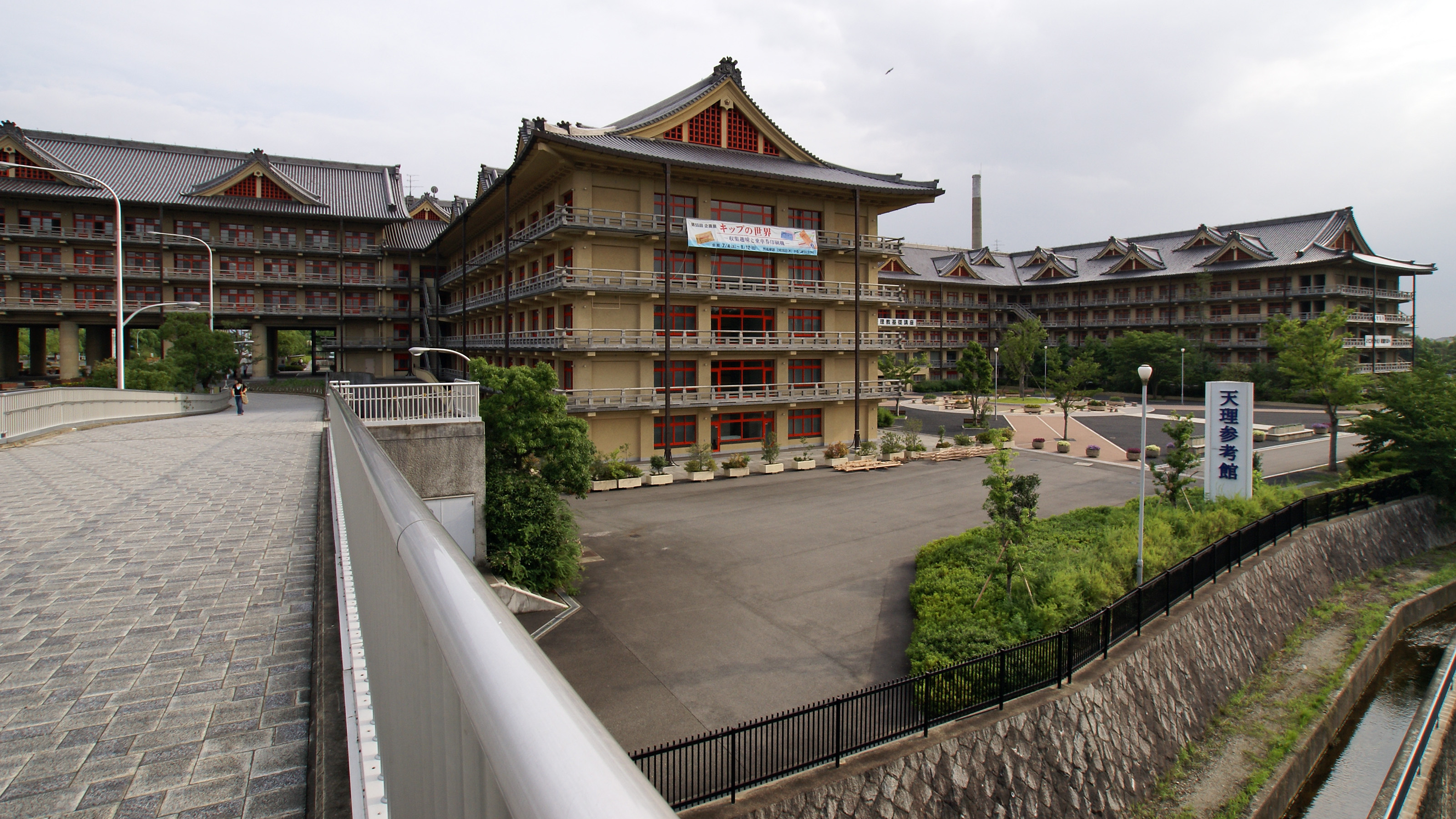
天理参考館(2000)

## おやさとやかた一覧
| 完成日         | 名前       | 規模             | 設備                                                                           |
| 1955年10月26日 | 真東棟     | 地上6階、地下1階 | 教義及び資料集成部、天理教音案研究会、天理教校本課                             |
| 1955年10月26日 | 東左第一棟 | 地上5階、地下1階 | 別席場                                                                         |
| 1955年10月26日 | 東左第二棟 | 地上5階、地下1階 | 別席場                                                                         |
| 1955年10月26日 | 東左第三棟 | 地上5階、地下1階 | 別席場、修養科棟                                                               |
| 1955年10月26日 | 東左第四棟 | 地上5階、地下2階 | 別席場、修養科棟                                                               |
| 1962年10月25日 | 東左第五棟 | 地上5階、地下2階 | 別席場、修養科棟                                                               |
| 1965年9月13日  | 南左第四棟 | 地上5階、地下2階 | 天理大学                                                                       |
| 1965年11月25日 | 西右第二棟 | 地上8階、地下1階 | 憩いの家                                                                       |
| 1965年11月25日 | 西右第三棟 | 地上8階、地下1階 | 憩いの家                                                                       |
| 1967年11月25日 | 南左第三棟 | 地上5階、地下2階 | 天理大学                                                                       |
| 1969年9月1日   | 南左第二棟 | 地上5階、地下2階 | 天理小学校                                                                     |
| 1970年10月25日 | 西左第四棟 | 地上8階、地下1階 | 郡山大協会詰所、中河大協会詰所                                                 |
| 1972年12月30日 | 東右第一棟 | 地上5階、地下1階 | 天理教校専修科                                                                 |
| 1975年6月29日  | 南左第一棟 | 地上5階、地下2階 | 天理教教庁                                                                     |
| 1975年9月29日  | 北左第四棟 | 地上7階、地下2階 | 獄東大教会詰所、鹿島大教会詰所                                                 |
| 1975年10月15日 | 西左第三棟 | 地上8階、地下1階 | 高知大教会詰所                                                                 |
| 1979年4月2日   | 東右第四棟 | 地上5階、地下2階 | 教会長任命講習会および資格認定講習会                                           |
| 1980年3月27日  | 西左第五棟 | 地上8階、地下1階 | 敷島大教会詰所                                                                 |
| 1981年12月1日  | 西右第五棟 | 地上8階、地下2階 | 南海大教会詰所                                                                 |
| 1983年4月1日   | 西右第四棟 | 地上8階、地下2階 | 天理病院（いこいの家）                                                         |
| 1985年8月31日  | 南右第三棟 | 地上7階、地下2階 | 高安大教会詰所                                                                 |
| 1992年5月25日  | 真南棟     | 地上6階          | 学校本部、一れつ会、少年会本部、学生担当委員会、学生会                         |
| 1993年10月25日 |            | 地上8階、地下1階 | 天理教校学園高等学校                                                           |
| 1993年10月25日 |            | 地上8階、地下1階 | 天理教校学園高等学校                                                           |
| 2000年11月30日 | 南右第一棟 | 地上5階、地下2階 | 天理参考館                                                                     |
| 2005年10月25日 | 南右第二棟 | 地上5階、地下2階 | 天理教基礎講座、研修室、展示コーナー、映像ホール、陽気ホール、南右第二棟企画課 |

## その他

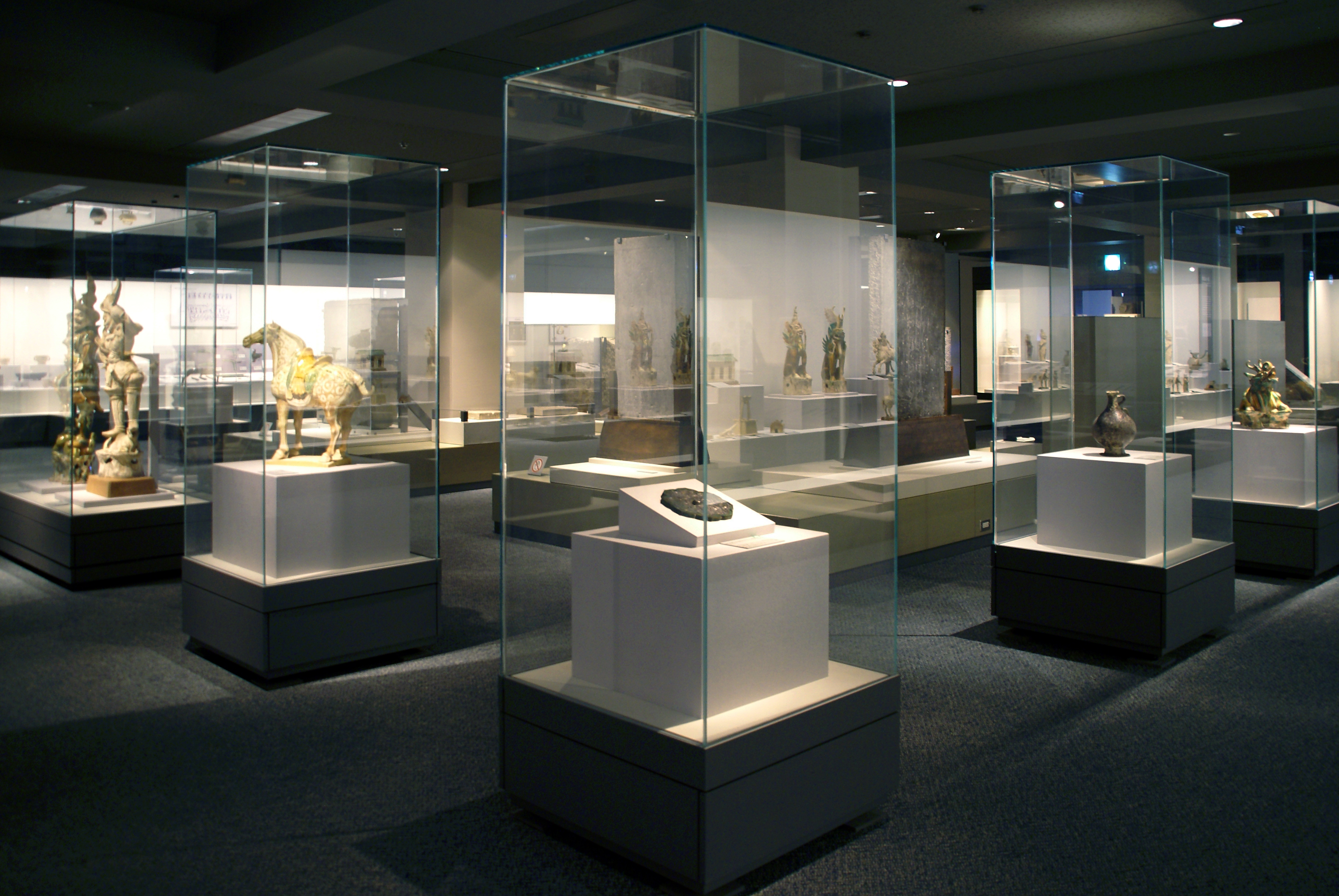
民俗学系の博物館、天理参考館の内部展示

おやさとやかた建築のうち、「天理参考館」は博物館として開館しており、一般人でも入場できる(有料)。その他、予約が必要であるが天理教基礎講座なども催されている。